# PocoMail
PocoMail war ein E-Mail-Programm für Microsoft Windows. Es unterstützte POP3 und Basis-IMAP-Funktionalität sowie Newsgroups und RSS-Web-Feeds. PocoMail bot Mehrbenutzerfähigkeit an und positionierte sich als sichere Alternative zu Microsoft Outlook. Beim Mailversand wurden SSL und TLS angeboten. PocoMail bot eine mehrsprachige Benutzeroberfläche an, war voll Unicode-fähig, und erlaubte den Im-/Export von Nachrichten. Seine Stärke lag in der einfachen Bedienung und Anpassungsfähigkeit auf die eigenen Bedürfnisse.
Das E-Mail-Programm wurde als Shareware über das Internet vertrieben. Im April 2009 war die englische Version 4.8. Die Vorgängerversion 3.4 wurde in sechs weiteren Sprachen angeboten (Dänisch, Deutsch, Französisch, Niederländisch, Italienisch und Spanisch). Die Übersetzungen der 4er-Version verzögerten sich jedoch laufend, mit Erscheinen der Version 4.5 war auf der Herstellerseite der Hinweis auf „bald“ erscheinende Übersetzungen entfernt worden.

## Features
PocoMail beinhaltete eine eigene Skriptsprache zur Automatisierung von E-Mail-Aufgaben sowie diverse Filtermöglichkeiten und eine Spam-Erkennung (u. a. mit Bayes Spamfilter). In der letzten Version sind Tabbed Mailboxes sowie Newsreader-Funktionalität dazugekommen.
PocoMail benutzte zur Darstellung von HTML-Mails nicht den Internet Explorer und unterstützte weder Java-, VB- noch J-Script. Es war gegenüber Viren insofern immun, als es nicht automatisch irgendwelche Dateianhänge öffnete oder Skripte ausführte.
Das Programm erlaubte die sichere Darstellung von HTML-Mails, d. h. Benutzer konnten wählen, ob auf dem Internet gelagerte Bilder heruntergeladen werden sollten (damit wurde von Spammern teilweise überprüft, ob eine E-Mail-Adresse noch aktiv war). Sämtliche Links wurden mit einem Zusatz versehen, sodass man nicht aus Versehen eine Webseite eines Spammers anklickte.
PocoMail bot die Möglichkeit an, die Mails auch online auf dem Server anzusehen (und zu löschen), anstatt sie in jedem Fall herunterzuladen.
Die in der Version 4 verbesserten Suchfunktionen („Quick Search“ und „Focus Box“) waren intuitiv aufgebaut und lieferten Resultate in Sekundenschnelle.

## Versionen
PocoMail war in Borland Delphi geschrieben und wurde in zwei unterschiedlichen Versionen angeboten:
- PocoMail („Normales E-Mail“) für den stationären Computer
- PocoMail PE („E-Mail für unterwegs“): Abgespecktes Pocomail, das auf USB-Sticks läuft

Der Hersteller produzierte auch noch einen PIM namens Barca, der neben den PocoMail-Funktionalitäten zusätzlich einen Terminkalender enthielt.

## Geschichte
PocoMail wurde ab 1998 von Slaven Radic in Kanada entwickelt. 2003 gründete er mit zwei Partnern das Unternehmen Poco Systems Inc., das ein Jahr später auch einen auf PocoMail aufbauenden Organizer mit Kalenderfunktion namens Barca auf den Markt brachte.
PocoMail erhielt speziell 2000 bis 2005 in den USA und Kanada einige Medienpräsenz. So gewann es 2000 als relativ junge Software bereits den Preis als „PC Magazine Shareware of the Year“ und wurde im Februar 2005 von CBSnews.com als E-Mail-Alternative zu Outlook gepriesen.
2008 gab es einen Besitzerwechsel von Pocosystems Inc., dennoch verblieb der Gründer, Slaven Radic, im Unternehmen. Der Softwarehersteller Rose City Software erklärte die im April 2009 erschienene Version von Pocomail 4.8 zum offiziellen Nachfolger seines E-Mail-Produktes Courier (ehemals Calypso). Die spezifischen Eigenschaften von Courier waren zuvor in Pocomail integriert worden.
Im Dezember 2011 wurde die Weiterentwicklung des Programms eingestellt. Heute führt die Domain pocomail.com nicht mehr zu der ursprünglichen Website von Poco Systems Inc.